# I’m with Stupid
I’m With Stupid – drugi singel grupy Static-X, pochodzi z debiutanckiego albumu grupy, Wisconsin Death Trip. Piosenka stała się bardzo popularna, przez wielu uważana jest za jeden z najlepszych utworów Static-X. Zaczyna się ona od wykrzyczanych przez Wayne Statica słów refrenu „He’s a loser, she said”, po czym szybko wchodzi gitarowy riff, który przewija się przez cały czas trwania utworu. Piosenka kończy się kwestią Linney Quigley z filmu Sorority Babes in the Slimeball Bowl-O-Rama.